# Shiori Miyake
Shiori Miyake (三宅 史織?, Miyake Shiori; Sapporo, 31 ottobre 1995) è una calciatrice giapponese, difensore dell'INAC Kobe Leonessa e della nazionale giapponese.

## Carriera

### Club
Miyake si appassiona al calcio fin da giovanissima. Dal 2008 entra a far parte della JFA Academy Fukushima, la scuola di calcio della federazione giapponese, per trasferirsi dal 2013 all'INAC Kobe Leonessa.

### Nazionale
Nel 2011 Miyake viene convocata dalla federazione giapponese per indossare la maglia della formazione Under-16 che partecipa alla fase finale del campionato asiatico di Cina 2011, condividendo con le compagne la conquista del trofeo, il secondo per la squadra giovanile giapponese, dopo aver vinto tutti i cinque incontri del torneo e aver concluso a reti inviolate.
Grazie a questa vittoria, il Giappone accede al Mondiale di Azerbaigian 2012 disputato da formazioni Under-17. Miyake viene inserita in rosa con la sua nazionale dal tecnico Hiroshi Yoshida, che la impiega in due degli incontri della fase a gironi e ai quarti di finale, nella partita persa 1-0 con le pari età del Ghana.
Di un anno più tardi è la sua prima convocazione nella nazionale maggiore, chiamata dal commissario tecnico Norio Sasaki in occasione della doppia amichevole del 22 e 26 settembre con la Nigeria, facendo il suo debutto scendendo in campo già dal primo incontro, nella vittoria per 2-0 delle asiatiche
Dopo una serie di convocazioni del 2014, Miyake torna a vestire la maglia della nazionale a fine 2017, chiamata dal CT Asako Takakura, disputando dopo qualche amichevole, l'edizione casalinga della Coppa dell'Asia orientale femminile. Nel torneo viene impiegata in tutti i tre incontri della fase finale che vede il Giappone cedere il titolo alle campionesse in carica della Corea del Nord.
Da allora le sue convocazioni diventano più frequenti, con Takakura che la chiama per la Coppa delle nazioni asiatiche di Giordania 2018, dove la sua nazionale conquista il primo posto, e per il Mondiale di Francia 2019.

## Statistiche

### Cronologia presenze e reti in nazionale
| Cronologia completa delle presenze e delle reti in nazionale ― Giappone | Cronologia completa delle presenze e delle reti in nazionale ― Giappone | Cronologia completa delle presenze e delle reti in nazionale ― Giappone | Cronologia completa delle presenze e delle reti in nazionale ― Giappone | Cronologia completa delle presenze e delle reti in nazionale ― Giappone | Cronologia completa delle presenze e delle reti in nazionale ― Giappone | Cronologia completa delle presenze e delle reti in nazionale ― Giappone | Cronologia completa delle presenze e delle reti in nazionale ― Giappone |
| Data                                                                    | Città                                                                   | In casa                                                                 | Risultato                                                               | Ospiti                                                                  | Competizione                                                            | Reti                                                                    | Note                                                                    |
| ----------------------------------------------------------------------- | ----------------------------------------------------------------------- | ----------------------------------------------------------------------- | ----------------------------------------------------------------------- | ----------------------------------------------------------------------- | ----------------------------------------------------------------------- | ----------------------------------------------------------------------- | ----------------------------------------------------------------------- |
| 22-9-2013                                                               | Nagasaki                                                                | Giappone                                                                | 2 – 0                                                                   | Nigeria                                                                 | Amichevole                                                              | -                                                                       |                                                                         |
| 22-10-2017                                                              | Nagano                                                                  | Giappone                                                                | 2 – 0                                                                   | Svizzera                                                                | Amichevole                                                              | -                                                                       |                                                                         |
| 24-11-2017                                                              | Amman                                                                   | Giordania                                                               | 0 – 2                                                                   | Giappone                                                                | Amichevole                                                              | -                                                                       |                                                                         |
| 8-12-2017                                                               | Chiba                                                                   | Giappone                                                                | 3 – 2                                                                   | Corea del Sud                                                           | Coppa dell'Asia orientale                                               | -                                                                       |                                                                         |
| 11-12-2017                                                              | Chiba                                                                   | Giappone                                                                | 1 – 0                                                                   | Cina                                                                    | Coppa dell'Asia orientale                                               | -                                                                       |                                                                         |
| 15-12-2017                                                              | Chiba                                                                   | Giappone                                                                | 0 – 2                                                                   | Corea del Nord                                                          | Coppa dell'Asia orientale                                               | -                                                                       |                                                                         |
| 28-2-2018                                                               | Algarve                                                                 | Giappone                                                                | 2 – 6                                                                   | Paesi Bassi                                                             | Algarve Cup 2018                                                        | -                                                                       |                                                                         |
| 5-3-2018                                                                | Algarve                                                                 | Giappone                                                                | 2 – 0                                                                   | Danimarca                                                               | Algarve Cup 2018                                                        | -                                                                       |                                                                         |
| 17-4-2018                                                               | Amman                                                                   | Giappone                                                                | 3 – 1                                                                   | Cina                                                                    | Coppa d'Asia 2018                                                       | -                                                                       |                                                                         |
| 10-6-2018                                                               | Wellington                                                              | Nuova Zelanda                                                           | 1 – 3                                                                   | Giappone                                                                | Amichevole                                                              | -                                                                       |                                                                         |
| 26-7-2018                                                               | Kansas City                                                             | Stati Uniti                                                             | 4 – 2                                                                   | Giappone                                                                | Tournament of Nations 2018                                              | -                                                                       |                                                                         |
| 2-8-2018                                                                | Bridgeview                                                              | Giappone                                                                | 0 – 2                                                                   | Australia                                                               | Tournament of Nations 2018                                              | -                                                                       |                                                                         |
| 16-8-2018                                                               | Palembang                                                               | Giappone                                                                | 2 – 0                                                                   | Thailandia                                                              | Giochi asiatici                                                         | -                                                                       |                                                                         |
| 21-8-2018                                                               | Palembang                                                               | Giappone                                                                | 7 – 0                                                                   | Vietnam                                                                 | Giochi asiatici                                                         | -                                                                       |                                                                         |
| 25-8-2018                                                               | Palembang                                                               | Giappone                                                                | 2 – 1                                                                   | Corea del Nord                                                          | Giochi asiatici                                                         | -                                                                       |                                                                         |
| 28-8-2018                                                               | Palembang                                                               | Giappone                                                                | 2 – 1                                                                   | Corea del Sud                                                           | Giochi asiatici                                                         | -                                                                       |                                                                         |
| 31-8-2018                                                               | Palembang                                                               | Giappone                                                                | 1 – 0                                                                   | Cina                                                                    | Giochi asiatici                                                         | -                                                                       |                                                                         |
| Totale                                                                  |                                                                         | Presenze                                                                | 17                                                                      |                                                                         | Reti                                                                    | 0                                                                       |                                                                         |

## Palmarès

### Club
- Campionato giapponese: 1

INAC Kobe: 2013
- Coppa dell'Imperatrice: 4

INAC Kobe: 2013, 2015, 2016, 2023
- Nadeshiko League Cup: 1

INAC Kobe: 2013
- Campionato internazionale femminile per club: 1

INAC Kobe: 2013

### Nazionale
- Coppa d'Asia: 1

2018
- Giochi asiatici: 1

2018